# Southeast Jackson (Dakota del Sur)
Southeast Jackson es un territorio no organizado ubicado en el condado de Jackson en el estado estadounidense de Dakota del Sur. En el Censo de 2010 tenía una población de 187 habitantes y una densidad poblacional de 0,19 personas por km².

## Geografía
Southeast Jackson se encuentra ubicado en las coordenadas 43°35′47″N 101°21′20″O / 43.59639, -101.35556. Según la Oficina del Censo de los Estados Unidos, Southeast Jackson tiene una superficie total de 987.36 km², de la cual 984.95 km² corresponden a tierra firme y (0.24%) 2.4 km² es agua.

## Demografía
Según el censo de 2010, había 187 personas residiendo en Southeast Jackson. La densidad de población era de 0,19 hab./km². De los 187 habitantes, Southeast Jackson estaba compuesto por el 64.17% blancos, el 0% eran afroamericanos, el 27.27% eran amerindios, el 0% eran asiáticos, el 0% eran isleños del Pacífico, el 2.67% eran de otras razas y el 5.88% pertenecían a dos o más razas. Del total de la población el 0% eran hispanos o latinos de cualquier raza.